# Helen Vendler
Helen Hennessy Vendler (* 30. April 1933 in Boston als Helen Hennessy; † 23. April 2024 in Laguna Niguel) war eine US-amerikanische Literaturkritikerin englischsprachiger Lyrik.

## Leben
Helen Hennessy wurde im Frühjahr 1933 in Boston als Tochter eines katholischen Lehrerehepaares geboren. Auf Wunsch ihrer Eltern begann sie nach ihrem Schulabschluss ein Studium an dem katholischen Bostoner Emmanuel College. Wenngleich von Kindheit an von der Lyrik fasziniert, musste sie feststellen, dass Anglistik dort ausschließlich in Bezug auf Moralliteratur unterrichtet wurde, weshalb sie stattdessen Chemie studierte. Nach ihrem Abschluss 1954 ging sie mithilfe des Fulbright-Programmes für ein Mathematikstudium an die belgische Université catholique de Louvain, wechselte dort aber zu französischer und italienischer Literatur. Nach ihrer Rückkehr in die USA besuchte sie zunächst einige Anglistikkurse an der Boston University, bevor sie eine Promotion an der Harvard University begann. Obgleich sie am dortigen Anglistikdepartment auf ein zunächst frauenfeindliches Umfeld stieß, wurde ihr 1959 als erste Frau dort eine Tutorenstelle angeboten. 1960 erlangte sie mit einer Dissertation über William Butler Yeats den Doktorgrad. An Harvard traf sie ferner den sich ebenfalls promovierenden Philosophen Zeno Vendler (1921–2004), der zu diesem Zeitpunkt ein jesuitischer Priester war, für Hennessy aber das Gelübde ablegte. Die beiden heirateten 1960, ließen sich aber vier Jahre später wieder scheiden.
Nach ihrer Promotion arbeitete Vendler zunächst als Dozentin an der Cornell University, dem Haverford College, dem Swarthmore College und dem Smith College, bevor sie 1966 als assoziierte Professorin an die Boston University ging. Dort erhielt sie 1969 eine ordentliche Professur. Ab 1981 kehrte sie zunächst parallel als Gastprofessorin an die Anglistische Fakultät von Harvard zurück, wohin sie schließlich 1985 dauerhaft auf eine ordentliche Professur wechselte. 1990 wurde sie schließlich an Harvard zum Arthur Kingsley Porter University Professor ernannt. Parallel machte sie sich einen Namen als Lyrikkritikerin. 1966 übernahm sie die jährliche Analyse kürzlicher erschienener Gedichtbände für das Massachusetts Review, wenig später wurde sie als Kritikerin für das New York Review of Books und das The New York Times Book Review angefragt. Von 1978 bis 1996 fungierte sie als Lyrikkritikerin des einflussreichen Magazins The New Yorker, bevor sie zum The New Republic wechselte. Über die Jahre erarbeitete sie sich die Stellung einer der einflussreichsten Kritiker in der US-amerikanischen Lyrik; nicht zuletzt war sie regelmäßig als Jurorin beim Pulitzer-Preis und beim National Book Award aktiv. 2015 bezeichnete Joel Brouwer Vendler in einer Rezension in der New York Times als neben Harold Bloom einflussreichste lebende Kritikerin englischsprachiger Lyrik. Vendlers Methodik als Kritikerin widersetzte sich modernen Strömungen, sondern setzte auf eine klassische Analyse jedes einzelnen Wortes und jedes einzelnen Verses, die oftmals mit dem Konzept des Close Readings beschrieben wurde. Vendler selbst lehnte jedoch diese Kategorisierung ab und sprach davon, ein Gedicht aus Sicht seines Autoren verstehen zu wollen.
Ab den 1960er Jahren publizierte Vendler diverse Monografien, in denen sie sich intensiv mit der Lyrik bestimmter Dichter auseinandersetzte. 1963 veröffentlichte sie zunächst ihre Doktorarbeit, bevor sie sich mit Analysen der Werke von Wallace Stevens (1969) und George Herbert (1975) einen Namen machte. Später setzte sie sich unter anderem mit dem Schaffen von Seamus Heaney und den Oden von John Keats auseinander. 1997 legte sie mit The Art of Shakespeare’s Sonnets eine umfassende Darstellung aller Sonnette Shakespeares vor. In der Zwischenzeit publizierte sie in mehreren Anthologien eine Auswahl ihrer Essays und Kritiken. Von 2007 bis 2010 war sie Vizepräsidentin für Literatur der American Academy of Arts and Letters. 2009 wurde Vendler mit einer Festschrift unter dem Titel Something Understood: Essays and Poetry for Helen Vendler geehrt. Sie starb im Frühjahr 2024 im kalifornischen Laguna Niguel im Alter von 90 Jahren an einer Krebserkrankung und hinterließ einen Sohn und zwei Enkelkinder.

## Ehrungen
- 1969: James Russell Lowell Prize der Modern Language Association[2]
- 1971: Guggenheim-Stipendium[6]
- 1972: Aufnahme in die American Academy of Arts and Sciences[7]
- 1980: National Book Critics Circle Award in der Kategorie „Kritik“ für Part of Nature, Part of Us[1]
- 2004: Jefferson Lecture[1]
- 2007: A. W. Mellon Lecture in the Fine Arts[8]
- 2008/2009: Carl Friedrich von Siemens Fellowship[2]

Vendler hielt 28 Ehrendoktorwürden.

## Veröffentlichungen
Monografien
- Yeats’s Vision and the Later Plays. Harvard University Press, Cambridge 1963. ISBN 0-674-96541-8.
- On Extended Wings: Wallace Stevens’ Longer Poems. Harvard University Press, Cambridge 1969. ISBN 0-674-63435-7.
- The Poetry of George Herbert. Harvard University Press, Cambridge 1975. ISBN 0-674-67959-8.
- The Odes of John Keats. Harvard University Press, Cambridge 1983. ISBN 0-674-63075-0.
- Wallace Stevens: Words Chosen Out Of Desires. University of Tennessee Press, Knoxville 1984. ISBN 0-87049-427-9.
- The Breaking of Style: Hopkins, Heaney, Graham. Harvard University Press, Cambridge 1995. ISBN 978-0-674-08121-5.
- The Given and the Made: Strategies of Poetic Redefinition. Harvard University Press, Cambridge 1995. ISBN 0-674-35432-X.
- Poems, Poets, Poetry: An Introduction and Anthology. St. Martin’s Press, New York 1996. ISBN 0-312-08537-0
- The Art of Shakespeare’s Sonnets. Harvard University Press, Cambridge 1997. ISBN 0-674-63711-9.
- Seamus Heaney. HarperCollins, London 1998. ISBN 0-00-255856-4.
- Coming of Age as a Poet: Milton, Keats, Eliot, Plath. Harvard University Press, Cambridge 2003. ISBN 978-0-674-01024-6.
- Poets Thinking: Pope, Whitman, Dickinson, Yeats. Harvard University Press, Cambridge 2004. ISBN 978-0-674-01567-8.
- Invisible Listeners: Lyric Intimacy in Herbert, Whitman, and Ashbery. Princeton University Press, Princeton 2005. ISBN 978-0-691-13474-1.
- Our Secret Discipline: Yeats and Lyric Form. Harvard University Press, Cambridge 2007. ISBN 978-0-674-02695-7.
- Last Looks, Last Books: Stevens, Plath, Lowell, Bishop, Merrill. Princeton University Press, Princeton 2010. ISBN 978-0-691-14534-1.
- Dickinson: Selected Poems and Commentaries. Harvard University Press, Cambridge 2010. ISBN 978-0-674-06638-0.

Anthologien
- Part of Nature, Part of Us: Modern American Poets. Harvard University Press, Cambridge 1980. ISBN 0-674-65475-7.
- The Music of What Happens: Poems, Poets, Critics. Harvard University Press, Cambridge 1988. ISBN 0-674-59152-6.
- Soul Says: On Recent Poetry. Belknap Press, Cambridge 1995. ISBN 0-674-82146-7.
- The Ocean, the Bird, and the Scholar: Essays on Poets of Poetry. Harvard University Press, Cambridge 2015. ISBN 978-0-674-42572-9.

Herausgeberschaften
- mit Reuben Brower und John Hollander: I. A. Richards: Essays in His Honor. Oxford University Press, New York 1973. ISBN 0-19-501709-9.
- Harvard Book of Contemporary American Poetry. Harvard University Press, Cambridge 1985. ISBN 0-674-37340-5.
- Voices and Visions: The Poet in America. Random House, New York 1988. ISBN 0-394-53520-0.